# Премия молодому деятелю культуры
Премия молодому деятелю культуры (эст. Noore kultuuritegelase preemia) — ежегодная премия, вручаемая в Эстонии с 2002 года. Премию присуждает Фонд финансирования культуры при Президенте Республики, вручает Президент Эстонии. Премия может быть присуждена эстонскому культурному деятелю не старше 35 лет. Материальное содержание премии составляет 75 000 крон, её финансирование осуществляет известный эстонский предприниматель, председатель правления Торгово-промышленной палаты Эстонии Тоомас Луман.

## Лауреаты
- 2002 — композитор Тыну Кырвитс и исполнитель народной музыки Криста Сильдоя
- 2003 — литературный критик Ян Каус
- 2004 — дирижёр Ану Тали
- 2005 — режиссёр Яанус Рохумаа
- 2006 — композитор Хелена Тульве
- 2007 — балерина Луана Георг
- 2008 — поэт Кристийна Эхин
- 2009 — драматург Мариус Петерсон
- 2010 — руководитель цикла радиоинтервью с деятелями культуры «Университет» Яан Тоотсен
- 2011 — дирижёр и певец Ристо Йоост (специальная премия — поэт, переводчик и редактор Игорь Котюх)
- 2012 — ювелир Танель Веэнре
- 2013 — пианист Михкел Полл
- 2014 — драматург Ээро Эпнер
- 2015 — фолк-музыкант Ялмар Вабарна
- 2016 — композитор и хоровой дирижёр Пярт Уусберг
- 2017 — художник Катя Новичкова
- 2018 — художник Крис Лемсалу